# هیمالیای شرقی

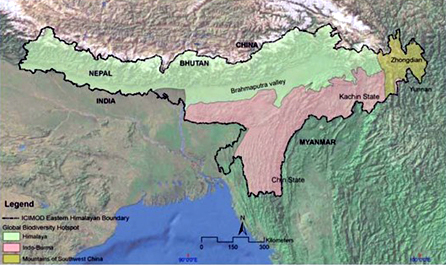
نمایی از نقشهٔ هیمالیای شرقی در رشته کوه هیمالیا - ۲۰۱۷

هیمالیای شرقی (انگلیسی: Eastern Himalaya) به مناطق شرق رشته کوه هیمالیا گفته می‌شود. حدود شرقی این منطقه شامل میانمار و رود کالی گانداکی در مرکز نپال می‌شود. در ادامه جنوب شرقی منطقه تبت در چین و مناطق سیکیم، بنگال شمالی (در بنگال غربی)، بوتان و شمال شرق در هند را در بر می‌گیرد.